# 존 털레스키
존 털레스키(John Terlesky, 1961년 5월 30일 ~ )는 미국의 영화 감독, 텔레비전 감독, 배우, 각본가이다.
신시내티에서 태어났다.

## 작품 목록
- 트라이얼 바이 파이어 (2008년)
- 디 워: 익룡의 공습 (2008년)
- 파이어 서펀트 (2007년)
- 케르베로스 (2005년)
- 베레타 357 (2002년)
- 체인 오브 커맨드 (2000년)
- 가디언 (2000년)
- 저지먼트 데이 (1999년)
- 판도라 프로젝트 (1998년)
- 블러드 리벤지 (1996년)
- 하드 바운티 (1995년)
- 내쉬빌 비트 (1989년)
- 저주의 아프리카 (1989, Damned River)
- 파라다이스 (1988년)
- 사해살인사건 (1988년)
- 발렛 걸스 (1987년)
- 데스스토커 2 (1987년)
- 야간 파티 (1987년)
- 할아버지는 멋쟁이 (1986년)
- 킬보트 (1986년)
- 시크릿 어드마이어 (1985년) - 릭 역

### 텔레비전 연출
- 어글리 베티 (2008-10)
- 아미 와이브즈 (2008-11)
- 캐슬 (2009-16)
- 크리미널 마인드: 워싱턴 D.C. (2011)